# Missões diplomáticas da Estônia

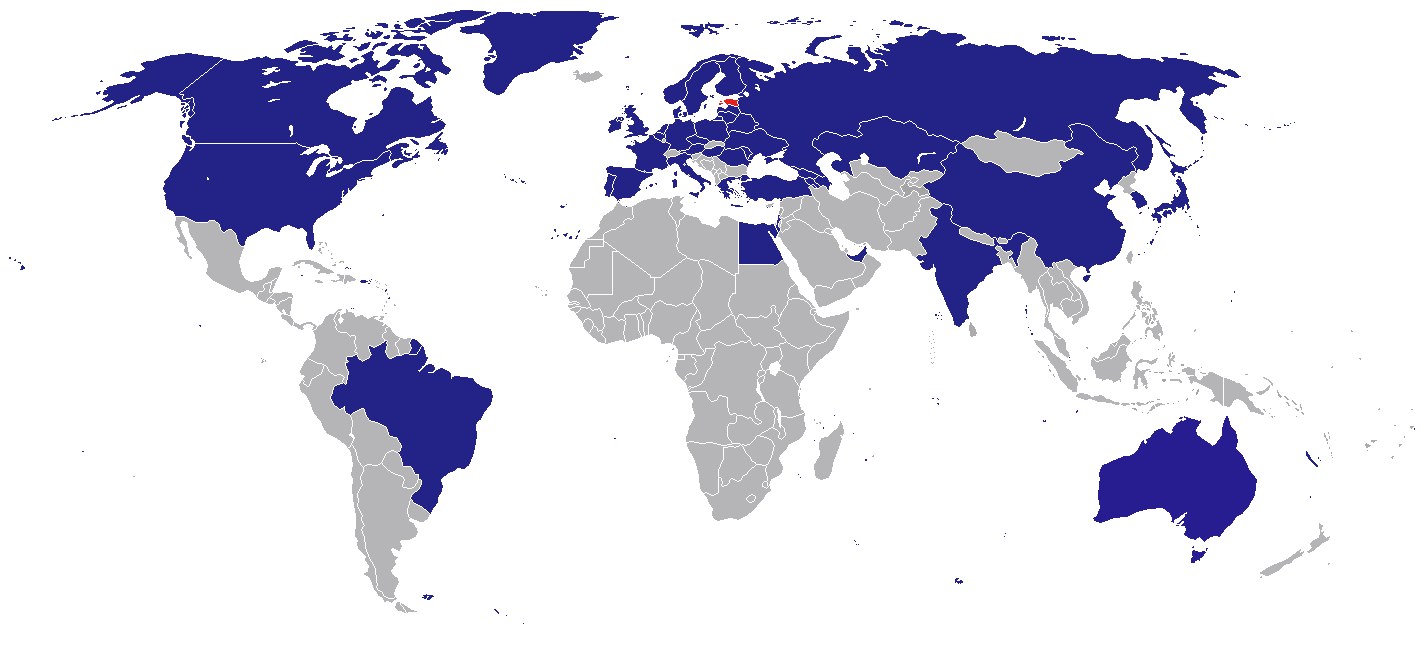
Mapa das missões diplomáticas da Estônia

Abaixo se encontram as embaixadas e consulados da Estônia:

## África

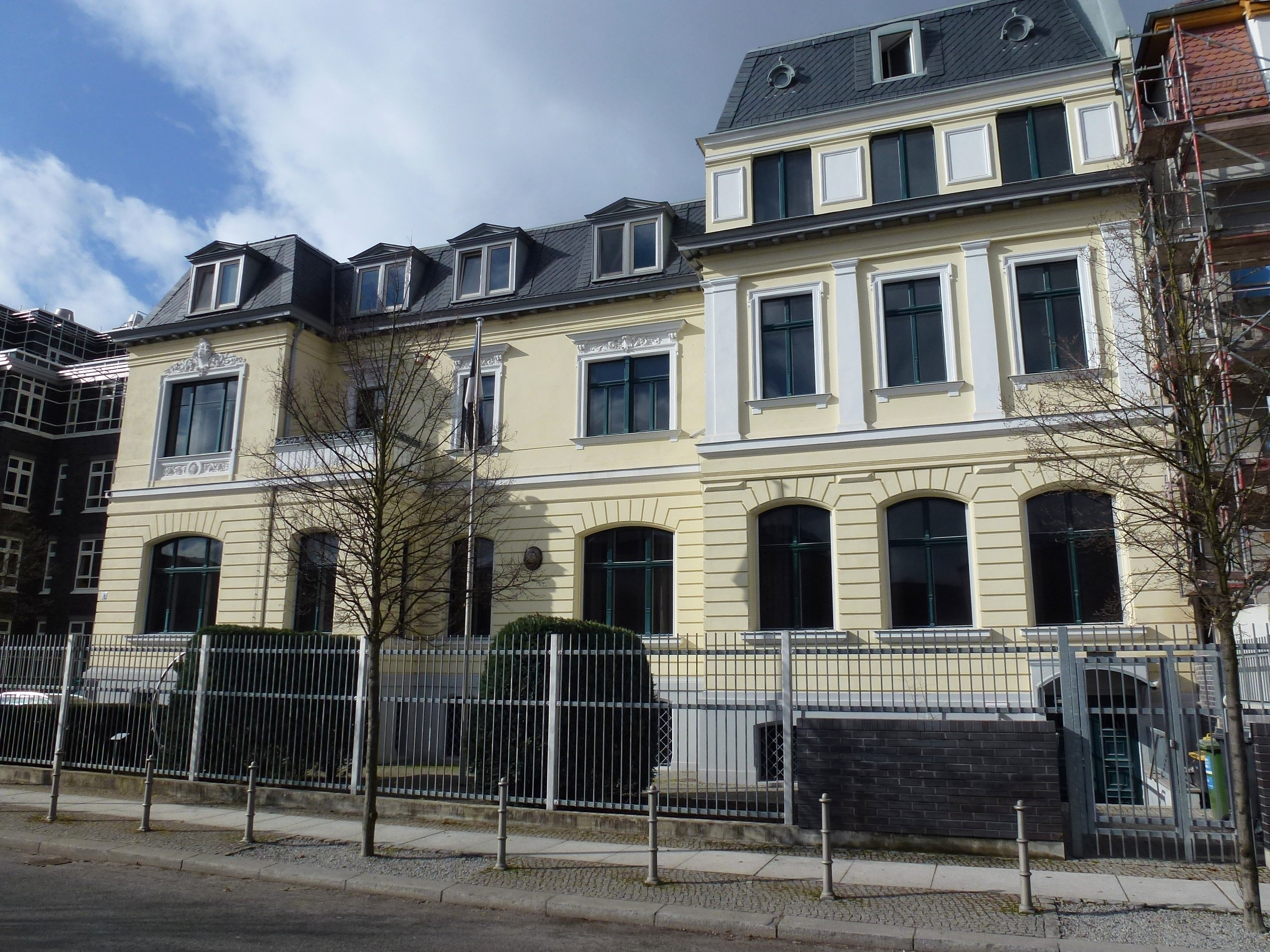
Embaixada da Estônia em Berlim

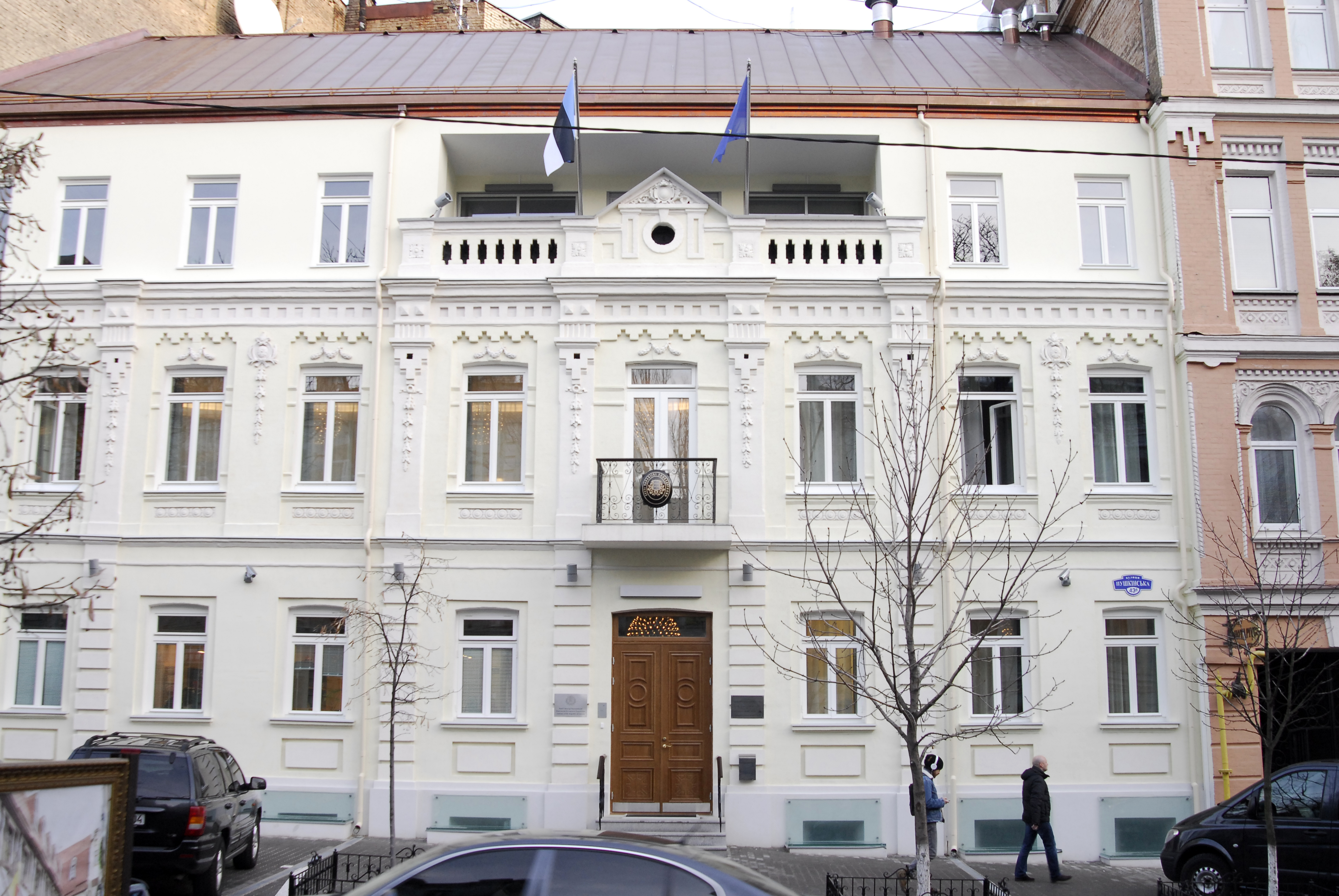
Embaixada da Estônia em Kiev

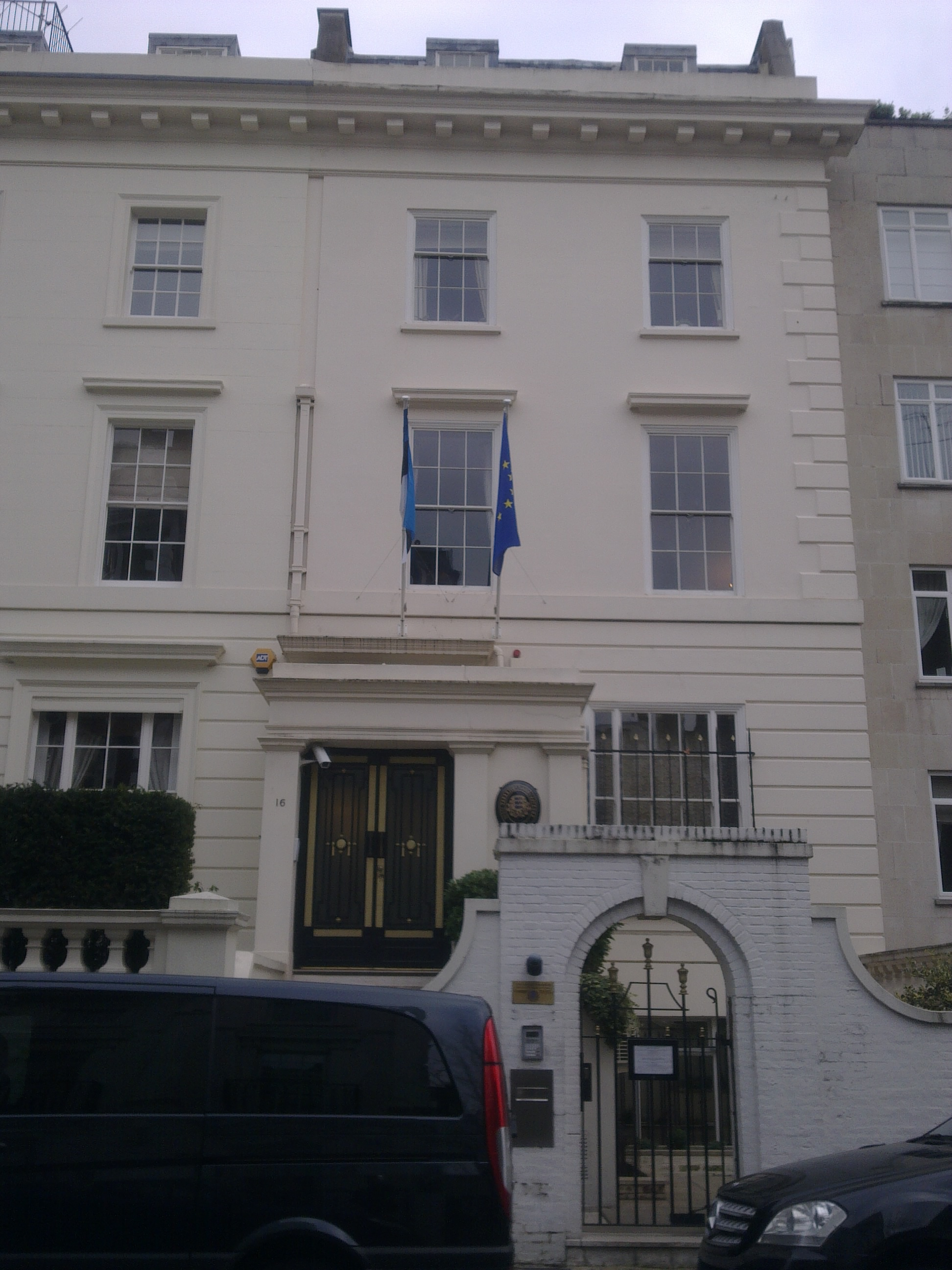
Embaixada da Estônia em Londres

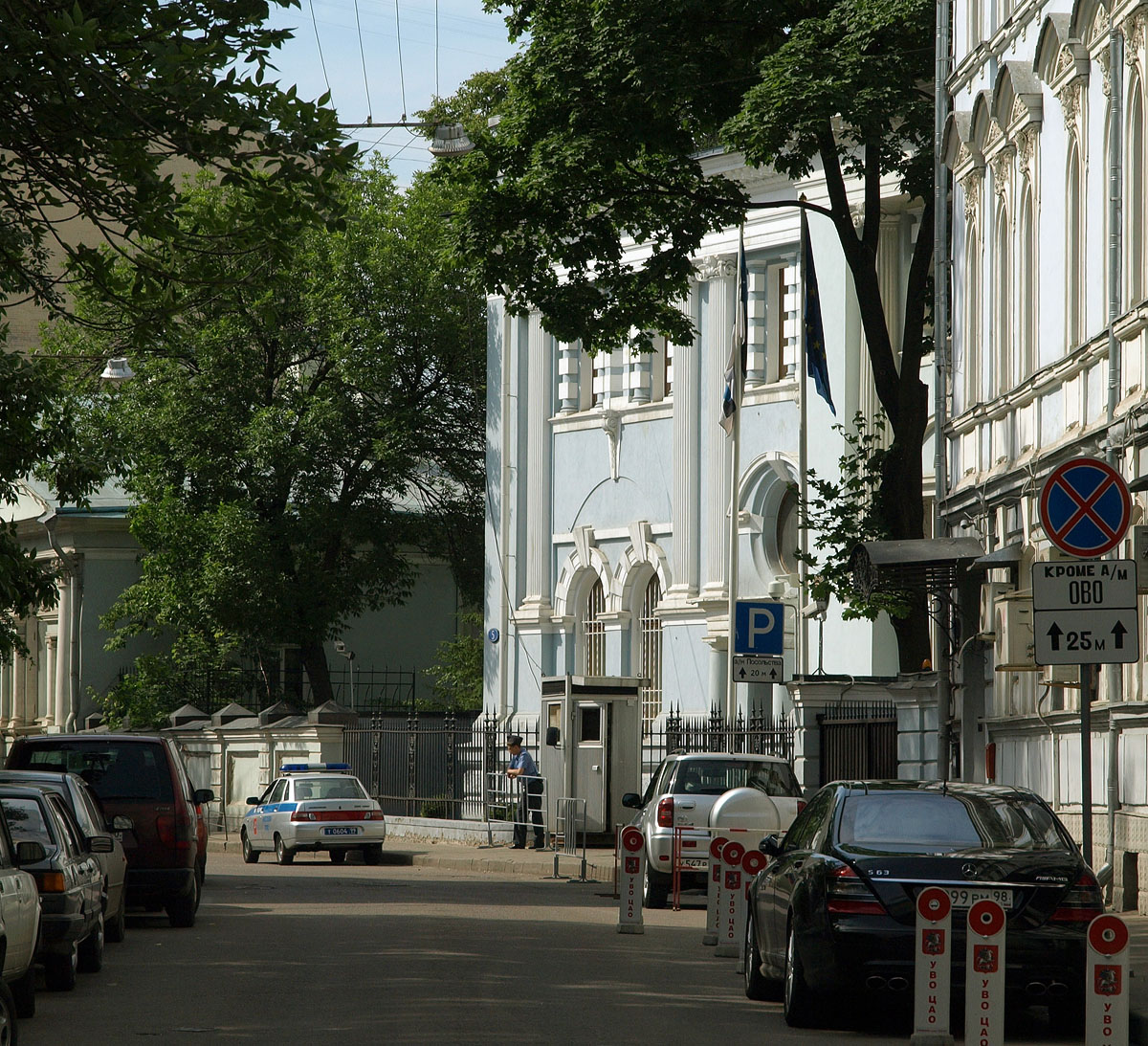
Embaixada da Estônia em Moscou

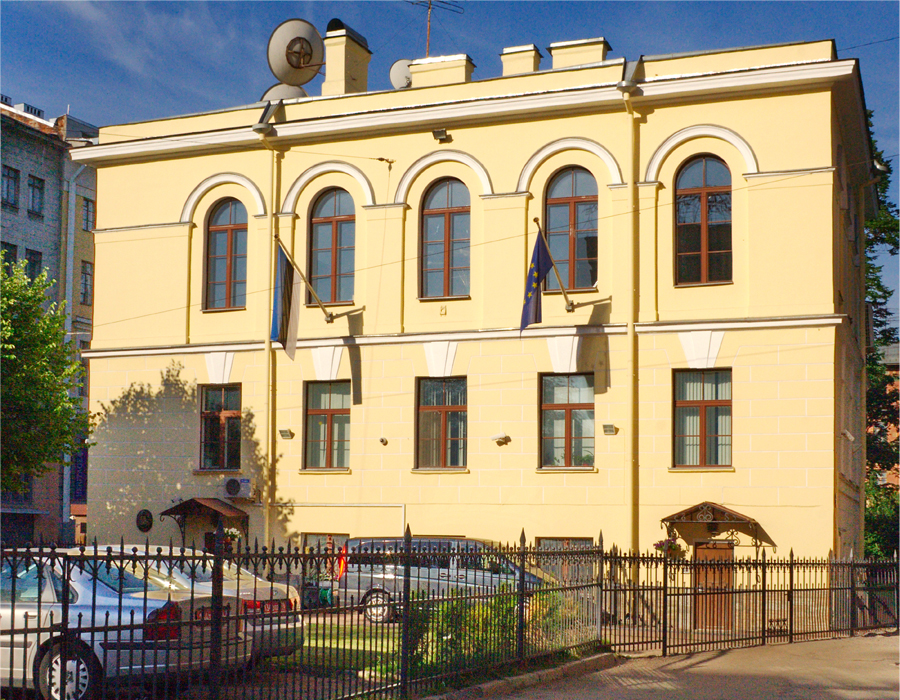
Consulado-Geral da Estônia em São Petersburgo

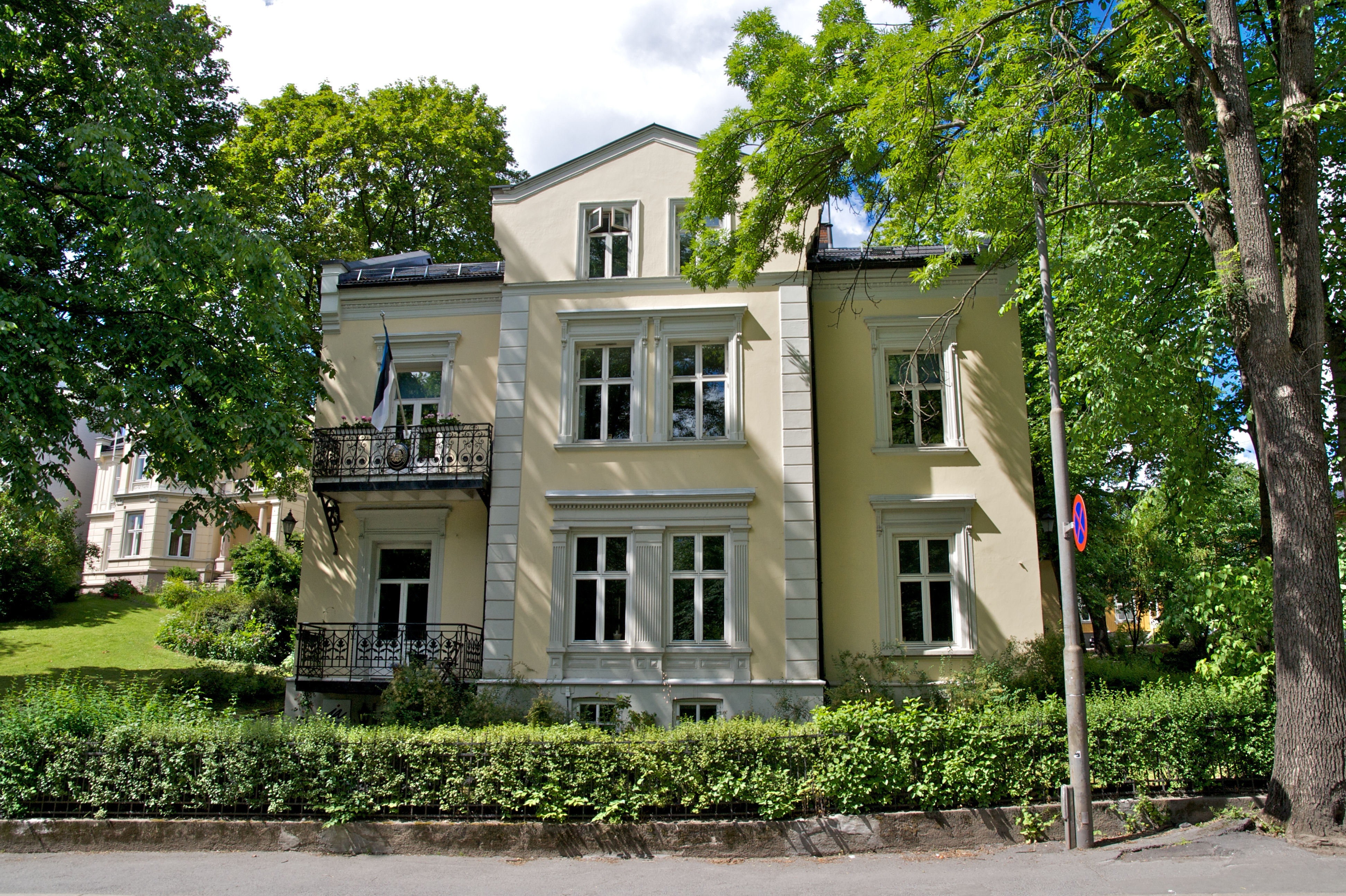
Embaixada da Estônia em Oslo

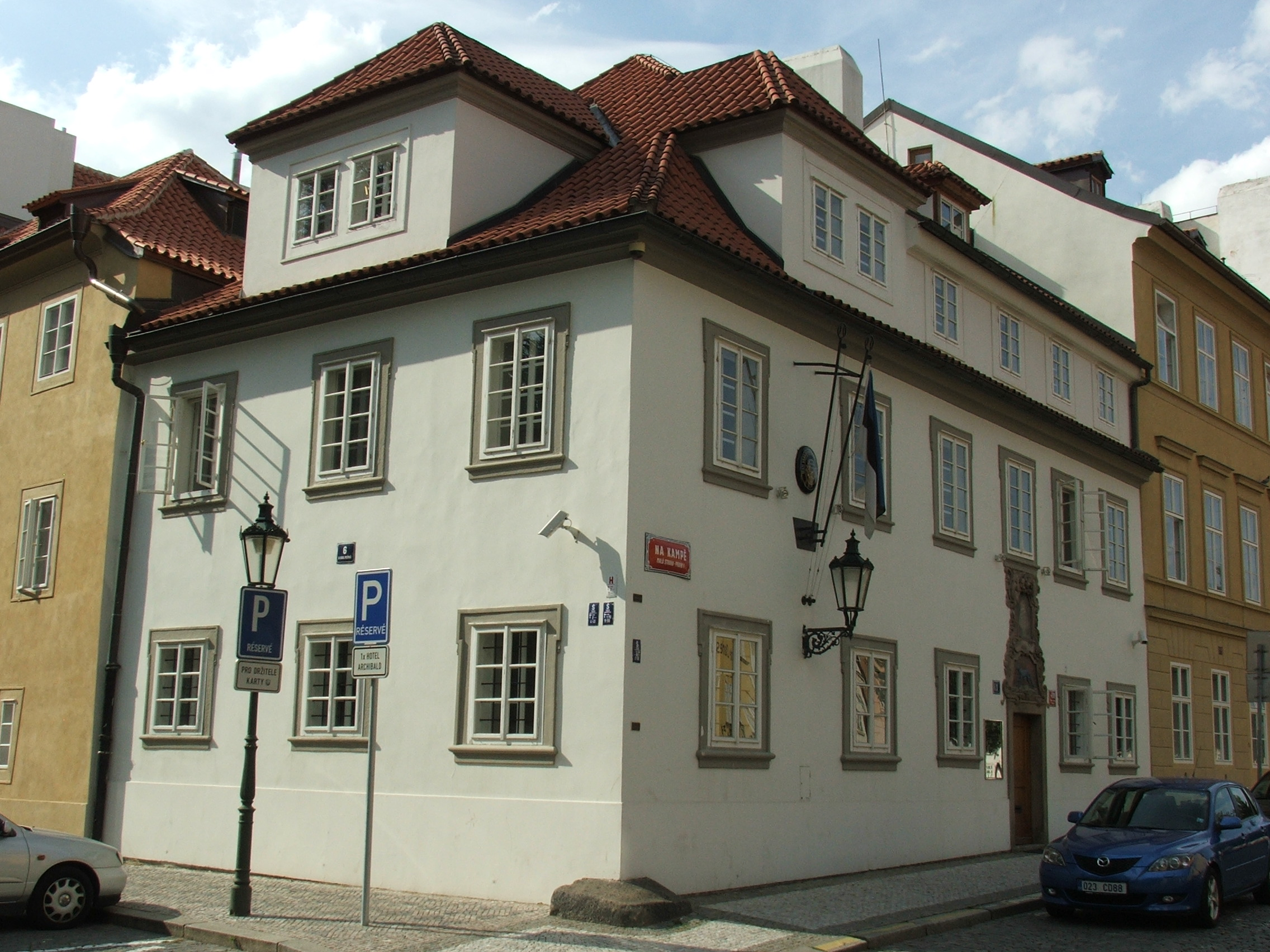
Embaixada da Estônia em Praga

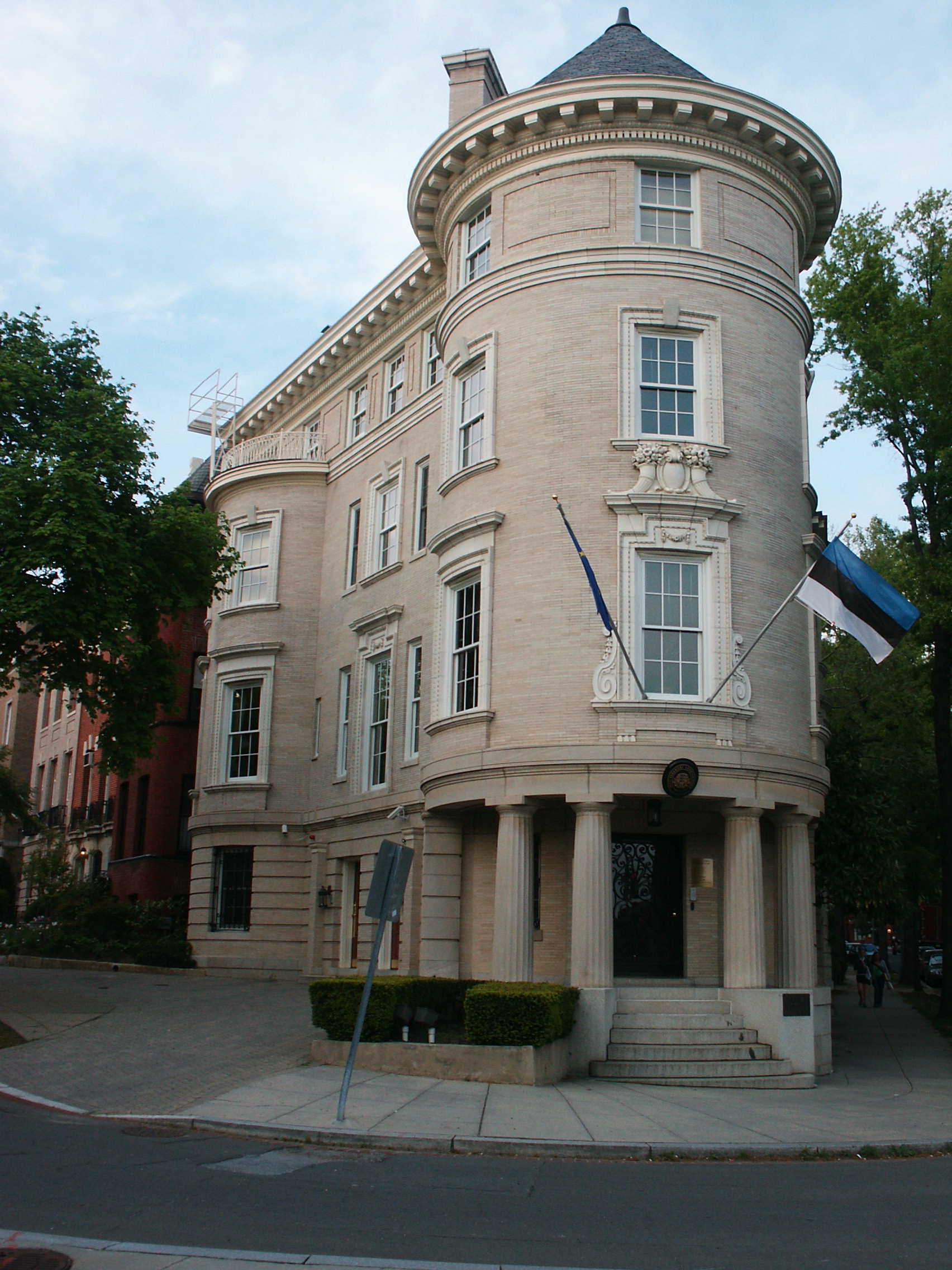
Embaixada da Estônia em Washington, DC

- Egito
  - Cairo (Embaixada)

## América
- Canadá
  - Ottawa (Embaixada)
- Estados Unidos
  - Washington, D.C. (Embaixada)
  - Nova Iorque (Consulado-Geral)

## Ásia
- Afeganistão
  - Cabul (Embaixada)
- Azerbaijão
  - Baku (Embaixada)
- Cazaquistão
  - Astana (Embaixada)
- China
  - Pequim (Embaixada)
- Geórgia
  - Tbilisi (Embaixada)
- Índia
  - Nova Deli (Embaixada)
- Israel
  - Tel Aviv (Embaixada)
- Japão
  - Tóquio (Embaixada)
- Turquia
  - Ancara (Embaixada)

## Europa
- Alemanha
  - Berlim (Embaixada)
- Áustria
  - Viena (Embaixada)
- Bélgica
  - Bruxelas (Embaixada)
- Bielorrússia
  - Minsk (Embaixada)
- Bulgária
  - Sófia (Embaixada)
- Dinamarca
  - Copenhague (Embaixada)
- Espanha
  - Madrid (Embaixada)
- Finlândia
  - Helsinque (Embaixada)
- França
  - Paris (Embaixada)
- Grécia
  - Atenas (Embaixada)
- Hungria
  - Budapeste (Embaixada)
- Irlanda
  - Dublin (Embaixada)
- Itália
  - Roma (Embaixada)
- Letônia
  - Riga (Embaixada)
- Lituânia
  - Vilnius (Embaixada)
- Noruega
  - Oslo (Embaixada)
- Países Baixos
  - Haia (Embaixada)
- Polónia
  - Varsóvia (Embaixada)
- Portugal
  - Lisboa (Embaixada)
- Reino Unido
  - Londres (Embaixada)
- Chéquia
  - Praga (Embaixada)
- Rússia
  - Moscou (Embaixada)
  - Pskov (Consulado-Geral)
  - São Petersburgo (Consulado-Geral)
- Suécia
  - Estocolmo (Embaixada)
- Ucrânia
  - Kiev (Embaixada)

## Oceania
- Austrália
  - Canberra (Embaixada)

## Organizações Multilaterais
- Bruxelas (Missão Permanente do país ante a União Europeia e OTAN)
- Estrasburgo (Missão Permanente da Lituânia ante o Conselho da Europa)
- Genebra (Missão Permanente do país ante as Nações Unidas e outras organizações internacionais)
- Nova Iorque (Missão Permanente do país ante as Nações Unidas)
- Paris (Missão Permanente do país ante a Unesco)
- Roma (Missão Permanente do país ante a Organização das Nações Unidas para a Alimentação e a Agricultura)
- Viena (Missão Permanente do país ante as Nações Unidas)